# Britney: Live in Concert
A "Britney: Live in Concert" (későbbi elnevezéssel  Piece of Me Tour vagy Britney Spears: Piece of Me Exclusive Limited Tour)
Britney Spears amerikai énekesnő nyolcadik koncertsorozata. A turné célja, hogy nemzetközileg népszerűsítse a Britney: Piece of Me-t, valamint  kilencedik stúdióalbumát, a Glory-t. Britney 2017 március 28-án erősítette meg, hogy ismét turnéra indul, melyre már 2011 óta nem került sor (Femme Fatale Tour).
A turnéval az énekesnő először Ázsiába ment, Japánban három alkalommal is fellépett, ahol 2002-ben volt utoljára a Dream Within a Dream turnéval. Később több hivatalos ázsiai állomás bejelentése is megtörtént, Tel-Aviv (Izrael), Manila (Fülöp-szigetek), Hongkong (Kína), Bangkok (Thaiföld), Tajpej (Tajvan) és Szingapúr. 2017. május 2-án jelentették be, hogy Britney fellép Szöulban (Dél-Korea).
Később 2017. december 22-én bejelentették, hogy Britney fellép Dániában a Smukfest-en, majd 2018. január 23-án több európai és 
amerikai koncertdátumot is meghirdettek. Szintén 2018 januárjában több külföldi internetes portál állította azt, hogy Britney fellép a 2018-as Sziget Fesztiválon, azonban erről még nem történt hivatalos bejelentés.

## Háttér
A Glory megjelenése után többször is kérdezték az énekesnőt interjúk alatt, hogy menne-e turnéra, ekkor a következőket nyilatkozta: "Remélem tudunk turnéra menni, nagyszerű lenne, ha látnának azok a rajongók is, akik nem tudnak eljönni Las Vegas-ba." Ezt követően egyre több internetes portál állította azt, hogy Britney turnéra indul 2017 nyarán, végül Britney is megerősítette a hírt 2017. március 28-án.

## Jegyeladások
Az izraeli és a Fülöp-szigeteki koncertekre alig 48 óra alatt húszezer jegyet értékesítettek a rendelkezésre álló ötvenezerből. Hongkong-ban kevesebb, mint 7 óra alatt az összes jegy elkelt. Bangkokban mindössze 1 óra alatt sikerült az összes jegyet eladni, ezért  meghirdettek még egy koncertdátumot.

## Dallista
1. "Work Bitch"
2. "Womanizer"
3. "Break the Ice"
4. "Piece of Me"
5. "Change Your Mind (No Seas Cortés)"
6. Me Against the Music
7. "Gimme More"
8. "…Baby One More Time"
9. "Oops!… I Did It Again"
10. "Scream & Shout
11. "Boys"
12. "Do You Wanna Come Over?"
13. "Work It" / "Get Ur Freak On" / "WTF (Where They From)"
14. "Get Naked (I Got a Plan)"
15. "I’m a Slave 4 U"
16. "Make Me..."
17. "Freakshow"
18. "Do Somethin’"
19. "Circus"
20. "If U Seek Amy"
21. "Breathe on Me"
22. "Slumber Party"
23. "Touch of My Hand"
24. "Toxic"
25. "Stronger"
26. "(You Drive Me) Crazy"
27. " Till the World Ends

## A turné állomásai
| Ázsia            |           |                |                           |   |   |
| 2017. június 3.  | Tokió     | Japán          | Gimnasio Nacional Yoyogi  | — | — |
| 2017. június 4.  | Tokió     | Japán          | Gimnasio Nacional Yoyogi  | — | — |
| 2017. június 6.  | Oszaka    | Japán          | Osaka-jō Hall             | — | — |
| 2017. június 10. | Szöul     | Dél-Korea      | Gocheok Sky Dome          | — | — |
| 2017. június 13. | Tajpej    | Tajvan         | Nangang Exhibition Center | — | — |
| 2017. június 15. | Manila    | Fülöp-szigetek | Mall of Asia Arena        | — | — |
| 2017. június 23. | Bangkok   | Thaiföld       | Impact Arena              | — | — |
| 2017. június 24. | Bangkok   | Thaiföld       | Impact Arena              | — | — |
| 2017. június 27. | Hongkong  | Kína           | AsiaWorld-Arena           | — | — |
| 2017. június 30. | Szingapúr | Szingapúr      | Singapore Indoor Stadium  | — | — |
| 2017. július 3.  | Tel-Aviv  | Izrael         | Parque Jarkon             | — | — |
| Összesen         | Összesen  | Összesen       | Összesen                  | — | — |